# Meridià 130 a l'est

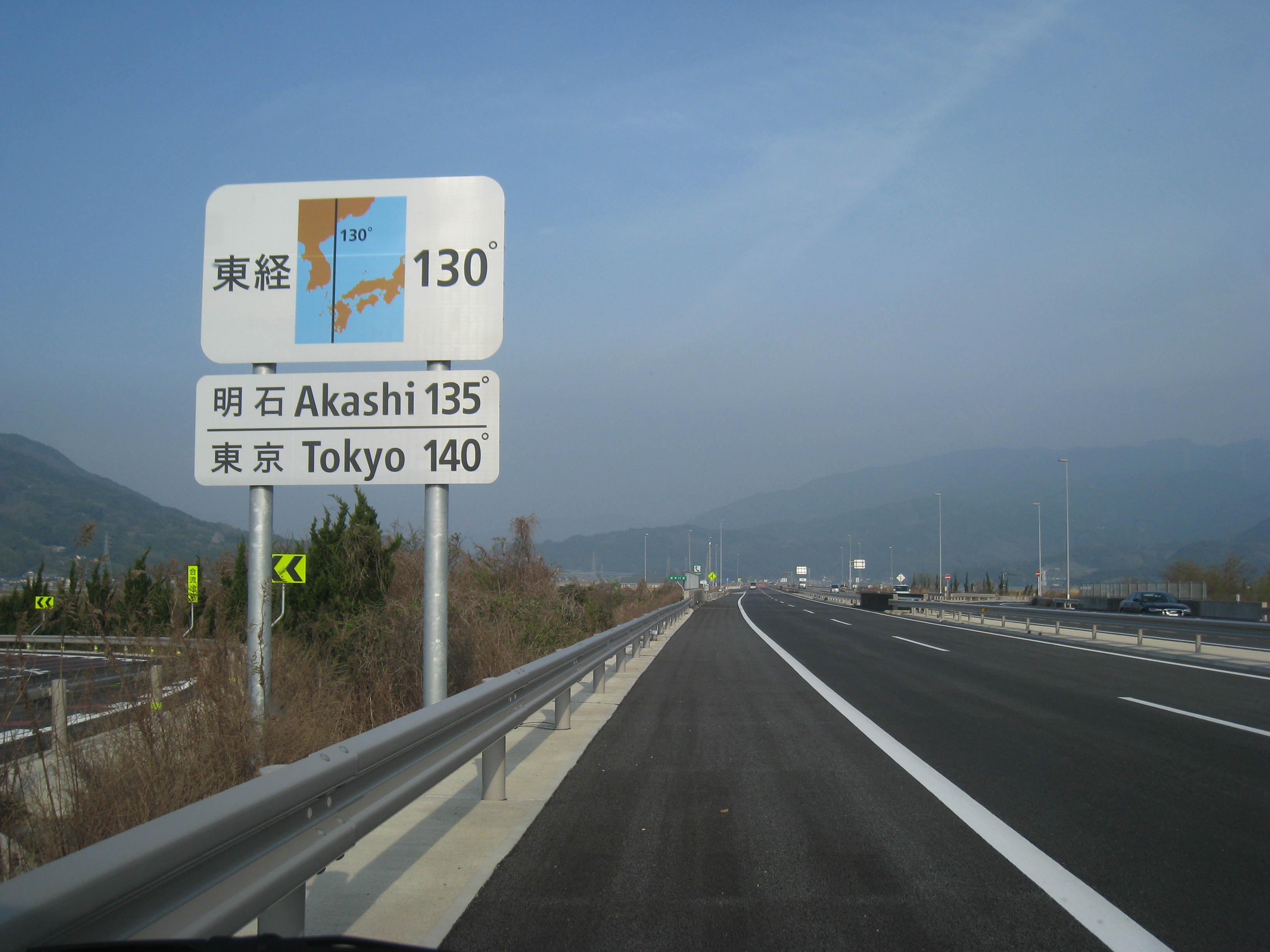
Imatge del pas del meridià pel Japó.

El meridià 130 a l'est de Greenwich és una línia de longitud que s'estén des del pol Nord travessant l'oceà Àrtic, Àsia, l'oceà Índic, l'oceà Antàrtic, Austràlia i l'Antàrtida fins al pol Sud.
El meridià 130 a l'est forma un cercle màxim amb el meridià 50 a l'oest. Com tots els altres meridians, la seva longitud correspon a una semicircumferència terrestre, uns 20.003,932 km. Al nivell de l'Equador, és a una distància del meridià de Greenwich de 14.471 km.

## De Pol a Pol
Començant en el pol Nord i dirigint-se cap al pol Sud, aquest meridià travessa:
| Coordenades                               | País, territori o mar        | Notes |
| ----------------------------------------- | ---------------------------- | --- |
| 90° 0′ N, 130° 0′ E / 90.000°N,130.000°E  | Oceà Àrtic                   | |
| 77° 14′ N, 130° 0′ E / 77.233°N,130.000°E | Mar de Làptev                | |
| 71° 5′ N, 130° 0′ E / 71.083°N,130.000°E  | Rússia                       | Sakhà Óblast de l'Amur — des de 55° 44′ N, 130° 0′ E / 55.733°N,130.000°E |
| 49° 0′ N, 130° 0′ E / 49.000°N,130.000°E  | República Popular de la Xina | Heilongjiang Jilin — des de 43° 51′ N, 130° 0′ E / 43.850°N,130.000°E |
| 42° 58′ N, 130° 0′ E / 42.967°N,130.000°E | Corea del Nord               | |
| 42° 0′ N, 130° 0′ E / 42.000°N,130.000°E  | Mar del Japó                 | |
| 33° 27′ N, 130° 0′ E / 33.450°N,130.000°E | Japó                         | Illa de Kyūshū — Prefectura de Saga — Prefectura de Nagasaki — des de 33° 2′ N, 130° 0′ E / 33.033°N,130.000°E |
| 32° 45′ N, 130° 0′ E / 32.750°N,130.000°E | Mar de la Xina Oriental      | |
| 32° 23′ N, 130° 0′ E / 32.383°N,130.000°E | Japó                         | Illa de Shimoshima — Prefectura de Kumamoto |
| 32° 14′ N, 130° 0′ E / 32.233°N,130.000°E | Mar de la Xina Oriental      | Passa a l'est de les illes Koshikijima, Prefectura de Kagoshima, Japó (a 31° 49′ N, 129° 56′ E / 31.817°N,129.933°E) · Passa a l'est de l'illa de Kuroshima, Prefectura de Kagoshima, Japó (a 31° 49′ N, 129° 57′ E / 31.817°N,129.950°E) · Passa a l'oest de l'illa de Kuchinoerabujima, Kagoshima Prefecture, Japó (at 30° 28′ N, 130° 8′ E / 30.467°N,130.133°E) |
| 30° 0′ N, 130° 0′ E / 30.000°N,130.000°E  | Oceà Pacífic                 | Passa a l'est de l'illa de Kuchinoshima, Prefectura de Kagoshima, Japó (a 29° 57′ N, 129° 56′ E / 29.950°N,129.933°E) |
| 28° 21′ N, 130° 0′ E / 28.350°N,130.000°E | Japó                         | Illa de Kikai — Prefectura de Kagoshima |
| 28° 18′ N, 130° 0′ E / 28.300°N,130.000°E | Oceà Pacífic                 | |
| 0° 14′ N, 130° 0′ E / 0.233°N,130.000°E   | Mar de Halmahera             | Passa per nombroses illes petites d' Indonèsia |
| 1° 45′ S, 130° 0′ E / 1.750°S,130.000°E   | Indonèsia                    | Illa de Misool |
| 2° 1′ S, 130° 0′ E / 2.017°S,130.000°E    | Mar de Ceram                 | |
| 2° 59′ S, 130° 0′ E / 2.983°S,130.000°E   | Indonèsia                    | Illa de Seram |
| 3° 29′ S, 130° 0′ E / 3.483°S,130.000°E   | Mar de Banda                 | Passa a través del Mar de Banda (a 4° 33′ S, 130° 0′ E / 4.550°S,130.000°E) |
| 6° 18′ S, 130° 0′ E / 6.300°S,130.000°E   | Indonèsia                    | Illa de Serua, Indonèsia |
| 6° 19′ S, 130° 0′ E / 6.317°S,130.000°E   | Mar de Banda                 | |
| 7° 42′ S, 130° 0′ E / 7.700°S,130.000°E   | Indonèsia                    | Illa de Dawera |
| 7° 44′ S, 130° 0′ E / 7.733°S,130.000°E   | Mar de Timor                 | Passa a l'oest de l'Illa de Bathurst, Territori del Nord, Austràlia (a 11° 47′ S, 130° 1′ E / 11.783°S,130.017°E) |
| 13° 31′ S, 130° 0′ E / 13.517°S,130.000°E | Austràlia                    | Territori del Nord Austràlia Meridional — des de 26° 0′ S, 130° 0′ E / 26.000°S,130.000°E |
| 31° 35′ S, 130° 0′ E / 31.583°S,130.000°E | Oceà Índic                   | Les autoritats australianes consideren això com a part de l'oceà Antàrtic[3][4] |
| 60° 0′ S, 130° 0′ E / 60.000°S,130.000°E  | Oceà Antàrtic                | |
| 65° 59′ S, 130° 0′ E / 65.983°S,130.000°E | Antàrtida                    | Territori Antàrtic Australià, reclamat per Austràlia |